# Renault Type IR
Der Renault Type IR, auch 40 CV genannt, war ein Personenkraftwagenmodell der Zwischenkriegszeit von Renault.

## Beschreibung
Die nationale Zulassungsbehörde erteilte am 3. Mai 1921 ihre Zulassung. Vorgänger war der Renault Type HF. Modellpflegen führten zum Type IR 1 und Type IR 2, die beide am 11. April 1922 die Zulassung erhielten. Eine Variante stellte der Renault Type JD dar. 1923 folgte der Nachfolger Renault Type MC.
Der wassergekühlte Sechszylindermotor mit 110 mm Bohrung und 160 mm Hub leistete aus 9123 cm³ Hubraum 140 PS. Die Motorleistung wurde über eine Kardanwelle an die Hinterachse geleitet. 
Bei einem Radstand von wahlweise 380 cm oder 399 cm war das Fahrzeug 493 cm bzw. 512 cm lang und 170 cm breit. Der Wendekreis war mit 15 bis 16 Metern angegeben. Das Fahrgestell wog 1680 kg, das Komplettfahrzeug zwischen 2350 kg und 2500 kg. Überliefert als Fahrzeugmodell ist nur Limousine. Das Fahrgestell kostete in beiden Längen identisch 45.000 Franc.

### Type IR
Dieses Modell hatte noch keine Vorderradbremsen. Die Höchstgeschwindigkeit war je nach Übersetzung mit 76 bis 95 km/h angegeben.

### Type IR 1
Dieses Modell von 1922 hatte Vorderradbremsen. Aufgrund anderer Übersetzungsverhältnisse war die Höchstgeschwindigkeit mit 70 bis 92 km/h angegeben.

### Type IR 2
Der einzige bekannte Unterschied zum Type IR 1 besteht darin, dass dieses Modell noch 1923 angeboten wurde.